# 霍瑛
霍瑛（1956年—），湖南武岗人，汉族，中华人民共和国政治人物、第十一届全国人民代表大会贵州地区代表。
毕业于贵州省委党校法律专业，是中共党员。担任贵州省人民检察院铜仁分院副检察长。2008年起担任全国人大代表。